# Rubus novocaesarius
Rubus novocaesarius är en rosväxtart som beskrevs av Liberty Hyde Bailey. Rubus novocaesarius ingår i släktet rubusar, och familjen rosväxter. Inga underarter finns listade i Catalogue of Life.